# 아이슬란드인
아이슬란드인(아이슬란드어: Íslendingar)은 아이슬란드에 거주하며, 스칸디나비아반도의 노르드인과 브리튼섬 및 아일랜드의 켈트족 등의 기원을 갖는 민족을 가리킨다. 다른 뜻으로는 아이슬란드의 국적을 보유하는 사람을 말하기도 한다.

## 형성 및 현황
아이슬란드 섬에는 선주민이 없었고, 최초로 이 땅에 발을 딛은 것은 아일랜드의 켈트족이었다. 그 후, 오늘날의 노르웨이 및 스웨덴 지역에서 활동하던 바이킹 족의 일부가 아이슬란드에 진출하면서 이들 양대 종족이 아이슬란드 민족의 주축이 되었다. 언어는 노르드인의 언어를 사용하였는데, 아이슬란드의 지리적 고립에 의하여 아이슬란드어는 오늘날 스칸디나비아반도의 국가 언어와는 의사소통이 불가능하게 되었다.
지리적인 고립과 이주민 유입의 제한, 적은 규모의 인구는 아이슬란드인을 지구상에서 가장 동질적인 혈통을 보유한 사람들로 만들고 있다. 실제로 아이슬란드인은 유전학이나 질병 등의 의학적 연구에서 흥미로운 대상이자 좋은 표본집단이다. 아이슬란드 국외에는 캐나다, 미국, 영국, 덴마크 등에 거주하고 있다. 아이슬란드는 지역적으로 고립된 섬으로 최근 100년은 몇 안 되는 이민과 세대에 의한 인구증가가 있을 뿐이었다. 결과적으로 인구는 증가 경향에 있다. Eurostat 통계에 따르면, 이 나라는 여성 1인당 합계출산율이 2를 넘는 유일한 유럽 국가이다.